# 이혜구
이혜구(李惠求, 1909년 1월 31일~2010년 1월 30일)는 일제강점기와 대한민국의 음악사학자이자 대학 교수이다. 본관은 한산이며, 호는 만당(晩堂)이다.

## 생애
1946년부터 서울대학교 국악과 교수로 재직하면서 근현대 인문학으로서의 한국음악사학을 개척한 사람으로 평가받고 있다. 1991년에 자랑스러운 서울대인으로 선정되었다. 이혜구는 성경린, 장사훈과 더불어 한국국악학회의 설립자이기도 하다.
제자로는 서울대학교 교수 이성천, 이재숙, 김정자, 백병동, 강석희 등이 있다.

## 경력
- 1926년 경기초등학교 졸업
- 1928년 중앙악우회 관현악단 비올라 연주
- 1931년 경성제국대학 법문학부 영어영문학과 졸업
- 1946년 서울대학교 교수

## 저서
- 1975년 음악.연애의 명인 8인(신구문고 42)
- 1987년 정간보의 정간 대강 및 장단
- 1989년 한국음악서설(개정판)
- 1992년 ESSAYS ON KOREAN TRADITIONAL MUSIC
- 1995년 한국음악논고
- 1996년 한국음악연구(보정)
- 1998년 삼죽금보의 보역 및 주석
- 1998년 한국음악논집
- 2000년 한국음악서설
- 2000년 신역 악학궤범
- 2005년 한국음악이론
- 2007년 만당 음악편력

## 같이 보기
- 한국국악학회
- 성경린
- 장사훈